# Іршаї Олівер

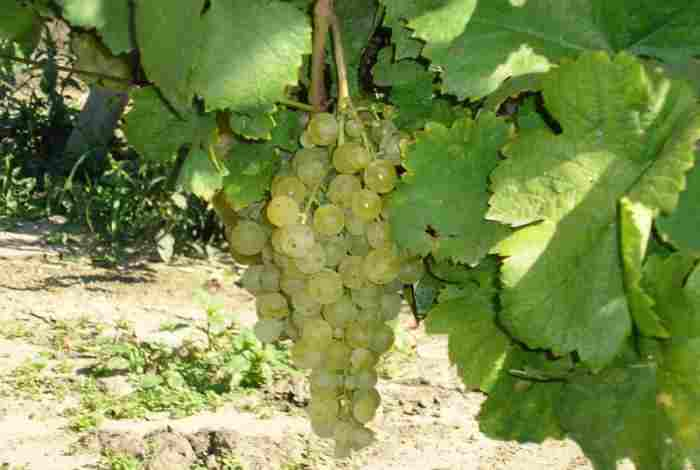
Іршаї Олівер

Іршаї Олівер (угор. Irsai Olivér) — угорський білий мускатний сорт винограду, який використовується як для столового споживання так і для виробництва вина. Назва сорту перекладається як «золотистий ранній».

## Історія
Іршаї Олівер виведений у 1930 році в Угорщині шляхом схрещування сортів угор. Csabagyöngye та угор. Pozsonyi fehér.

## Розповсюдження
Сорт широко розповсюджений в Угорщині. Його вирощують в виноробних регіонах угор. Pannonhalmi borvidék, угор. Balatonboglári borvidék, угор. Mátrai borvidék, угор. Ászár-Neszmélyi. Він також культивується в виноробних районах України (Закарпатська, Херсонська та Одеська область), Словаччини, Чехії та Австрії (в основному в Бургенланді). Має посадки в Японії, Індії, Китаї та Австралії.

## Характеристика сорту

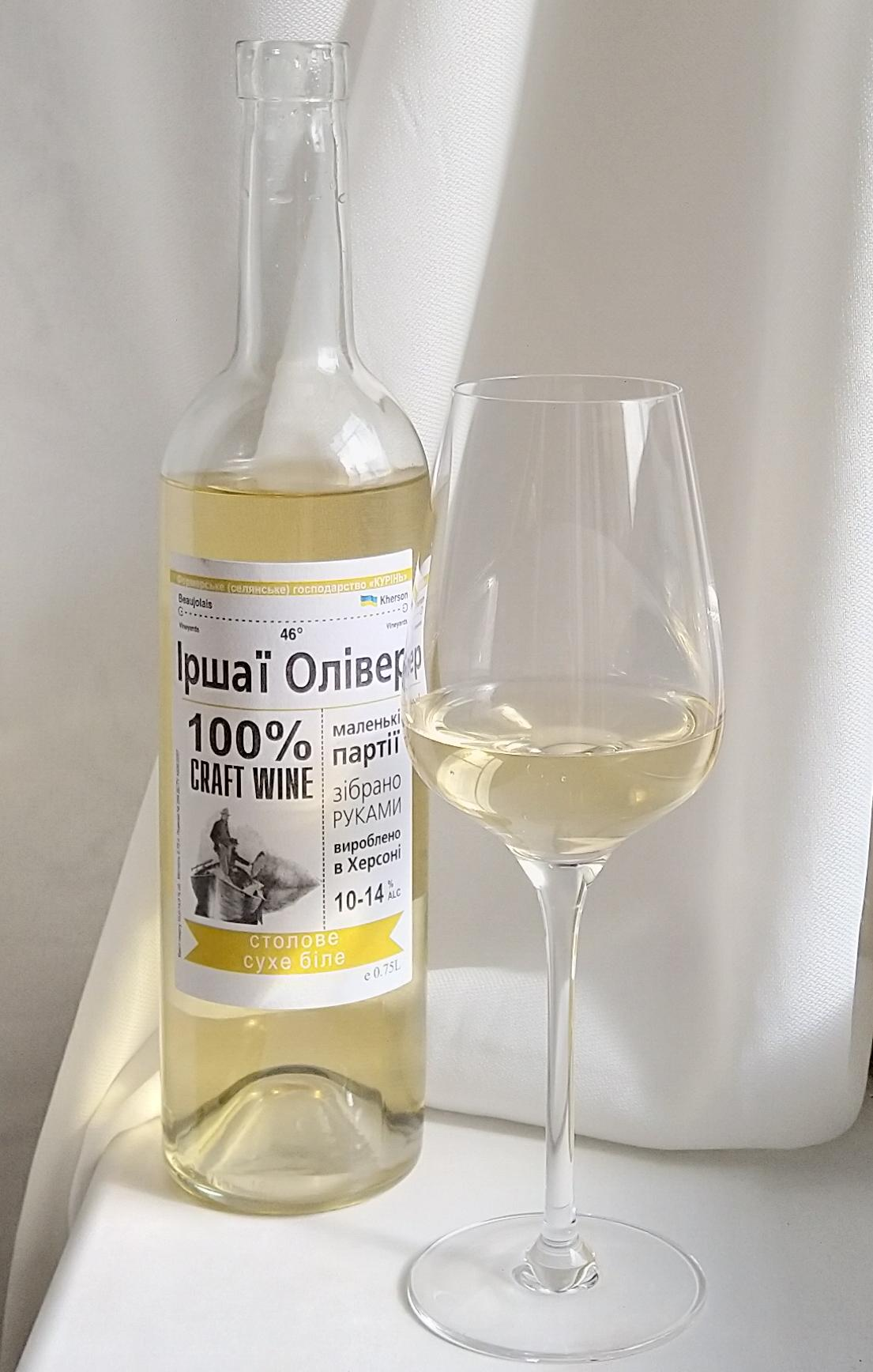
Сухе вино з Іршаї Олівер

### Ботанічний  опис
Провідні ознаки сорту винограду Іршаї Олівер — невелика кількість листя на пагоні; середньо-розсічені листя, складені у вигляді воронки; довгі світло-зелені черешки, листя і вусики; невеликі конічні грона, які дуже рано дозрівають, з ягодами золотистого кольору; товста шкірка; дуже сильний цитрусово-мускатний присмак.
Лист середньої величини, округлий, п'ятилопатевий, розсіченість середня. Центральна лопать гвинтоподібно вигнута, утворює прямий або тупий кут. Черешкова виїмка відкрита, склепінчаста. Зубці на кінцях лопатей трикутні, з слабовипуклими сторонами. Зубчики по краю трикутні. Опушення нижньої поверхні слабке, щетинисте. Квітка двостатева. Гроно середньої величини (довжиною 11-16, шириною 9-11 см), конічне, часто гіллясте, середньої щільності і пухке. Ніжка грона довжиною до 5 см. Середня маса грона 135-140 г. Ягода середньої величини (довжиною 16, шириною 15 мм), округла, світло-золотиста. Середня маса 100 ягід — 290 г. Шкірочка щільна, міцна, м'якоть соковита. В ягоді два дрібних насіння.

### Вегетаційний період
Ранньостиглий сорт. Щоб отримати ранній врожай сорт необхідно висаджувати на схилах, що добре прогріваються. В умовах Одеси від початку розпускання бруньок до знімною зрілості проходить 116 днів при сумі активних температур 2250 °C. Дуже ранній сорт винограду, дозріває в кінці другої декади серпня. Пагони визрівають на 80 %. Сила росту кущів середня.

### Технологічна характеристика
Врожайність біля 80 ц/га. За будовою грона Іршаї Олівер — столово-винний сорт винограду. Міцна шкірка забезпечує можливість тривалого залишення врожаю на кущах з метою досягнення необхідної для десертних вин цукристості. Склад грона у відсотках: сік — 76,4, гребені — 4,8, шкірка і щільні частини м'якоті — 16,1, насіння — 2,7. Свіжозібраний виноград добре переносить транспортування. Цукристість соку велика — до 21,3-23,3 г/100 мл, кислотність 5,9-4,5 г/л.

### Стійкість до шкідників та хвороб
Відносно стійкий до мілдью та сірої гнилі. Павутинний кліщ може суттєво пошкоджувати пагони. Зимостійкість середня.

## Характеристика вина
З Іршаї Олівер виробляють сухі, напівсолодкі та десертні вина. Десертне вино характеризується золотистим забарвленням, добре вираженим мускатно-цитрусовим ароматом з відтінком троянди, ніжним маслянистим смаком.